# Limnophora caledonica
Limnophora caledonica este o specie de muște din genul Limnophora, familia Muscidae, descrisă de Shinonaga, Kano și Fauran în anul 1991.
Este endemică în New Caledonia. Conform Catalogue of Life specia Limnophora caledonica nu are subspecii cunoscute.